# Classics of Love
Classics of Love é um grupo de punk rock estadunidense, um projeto de Jesse Michaels, anteriormente no Operation Ivy, Big Rig e Common Rider, formado em 2008 na Berkeley (Califórnia).
Recentemente a banda está menos ativa pelo vocalista Jesse Michaels estar frequentando uma escola em Los Angeles mas eles asseguram os fãs de que a banda não acabou.

## Membros
- Jesse Michaels - vocais
- Mike Huguenor - guitarra
- Morgan Herrell - baixo
- Mike Huguenor - bateria

## Discografia
- Walking in Shadows EP - 2009
- "World of the Known" / "Line Through Your Name" (2010)
- Classics of Love (2012)